# Таранин, Виктор Иванович
Виктор Иванович Таранин (род. 19 февраля 1957, Отскочное, Липецкая область) — российский предприниматель, государственный и политический деятель. Депутат Государственной Думы V и VI созывов. В V созыве Госдумы — член фракции «Единая Россия», в VI созыве — член фракции КПРФ. В Государственной Думе V и VI созыва — член комитета Госдумы по аграрным вопросам.

## Биография
В 1979 году получил высшее образование окончив Институт народного хозяйства имени Г. В. Плеханова, в 2003 году прошёл переподготовку в Московском авиационном институте.
С 1979 по 1980 год работал в Ленинской плодоовощной конторе г. Москва в должности товароведа, старшего товароведа. С 1980 по 1981 год проходил срочную службу в рядах Советской Армии в Ракетных войсках. После демобилизации, в 1981 году работал в Ленинской плодоовощной конторе г. Москва в должности старшего товароведа. С 1981 по 1984 год работал в Московском городском Управлении Госинспекции по качеству сельскохозяйственной продукции и сырья в должности старшего инспектора. С 1984 по 1987 год работал в Перовском плодоовощном объединении в должности главного товароведа, заместителя директора. С 1987 по 1990 год работал в Главмосплодоовощпроме в Управлении хранения и переработки плодоовощной продукции в должности начальника отдела, позже был заместителем начальника, начальником Управления.
С 1990 года работал в Закрытом акционерном обществе «Красная Пресня» в должности генерального директора, с 1998 года работал в агрохолдинге «Красная Пресня» генеральным директором, параллельно возглавлял Закрытое акционерное общество «Дашковка». С 2004 по 2008 год был советником мэра Москвы Юрия Лужкова, кроме того ЗАО «Дашковка» входило в список поставщиков продовольствия Москвы.
В июле 2007 года был утверждён участником праймериз партии «Единая Россия» в статусе руководителя ЗАО «Красная Пресня» и ЗАО «Дашковка». В декабре 2007 года был избран депутатом Государственной Думы V созыва по спискам партии «Единая Россия».
В декабре 2011 года баллотировался в Госдуму по спискам КПРФ, в результате распределения мандатов в думу не прошёл, получил вакантный мандат депутатом Государственной Думы VI созыва Постановлением ЦИК от 15 декабря 2011 года.
В марте 2013 года Таранин досрочно сложил с себя депутатские полномочия, по заявлениям КПРФ «в связи с тяжелой ситуацией в аграрном секторе страны». При этом спасать отечественный аграрный сектор депутат решил вернувшись к руководству принадлежащих ему предприятий. Отказ от депутатского мандата последовал вслед за проверкой занятия бизнесом депутатов Госдумы, в результате которой три депутата были лишены мандатов. После сложения полномочий бывший депутат вновь возглавил принадлежащие ему предприятия. Освободившийся мандат получил Дмитрий Кононенко
В 2025 году стал известен широкой общественности, благодаря своей инициативе ввести налог на бездетность в размере 20% от зарплаты для россиян в возрасте от 25 до 45 лет и усложнить процедуру бракоразводного процесса.

## Награды
- Орденом «За заслуги перед Отечеством» IV степени
- Медаль « За труды и Отечество» I степени
- Национальная премия им. Петра Столыпина
- Нагрудный знак « За безупречную службу г. Москве» XX лет
- Золотая медаль «За вклад в развитие агропромышленного комплекса России»
- Почетный знак «За заслуги перед Серпуховским районом»[4]